# Megan Follows

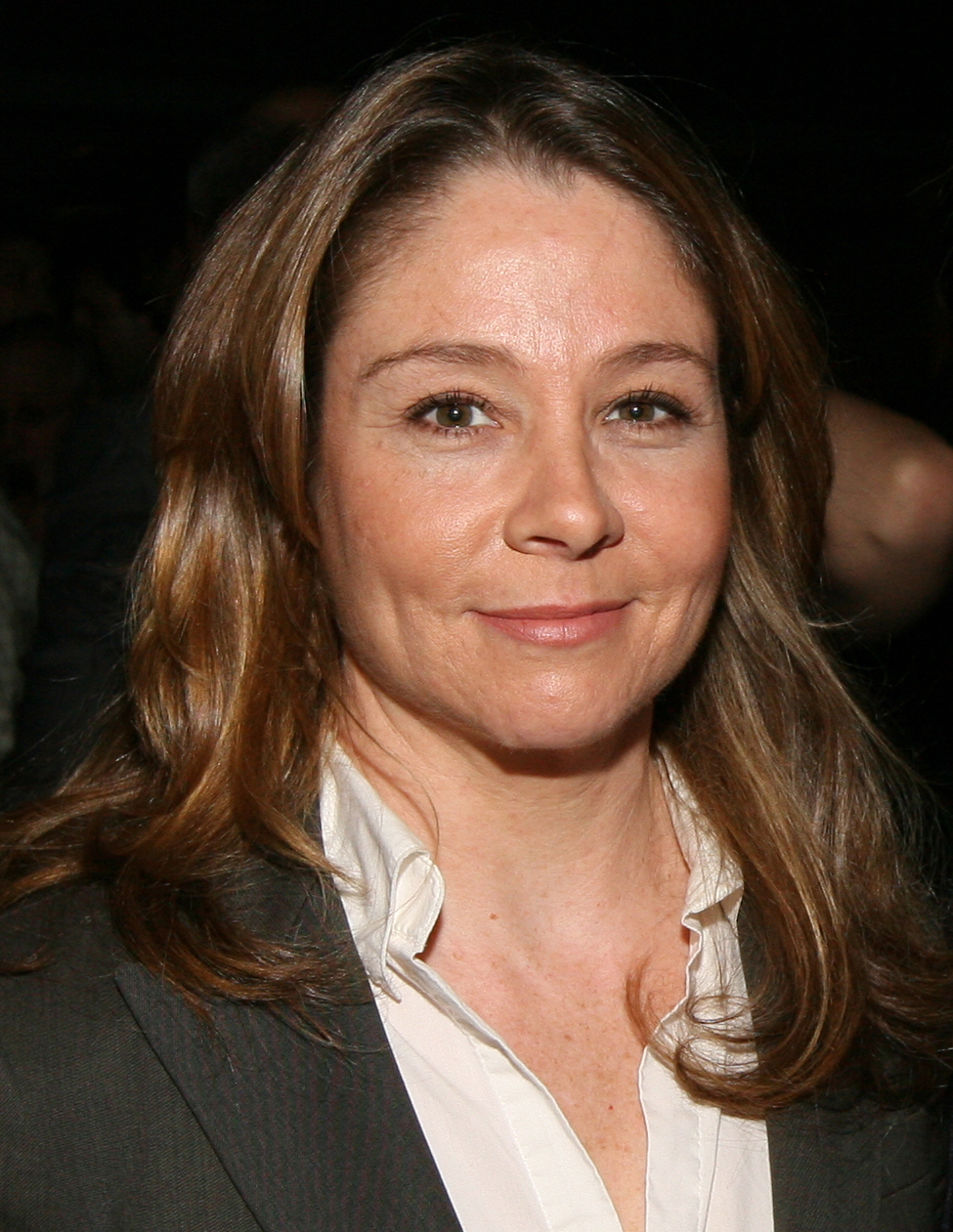
Megan Follows (2012)

Megan Elizabeth Laura Diana Follows (* 14. März 1968 in Toronto, Ontario) ist eine kanadisch-US-amerikanische Schauspielerin und Regisseurin. Von 1991 bis 1995 trat sie unter dem Namen Megan Porter Follows auf.

## Leben
Megan Follows wurde als jüngstes Kind einer kanadischen Schauspielerfamilie geboren. Ihre Eltern Ted Follows (* 1926) und Dawn Greenhalgh (* um 1934) sind beide Schauspieler, ebenso ihre Schwester Samantha Follows (* 1965, verheiratet mit dem Schauspieler Sean O’Bryan). Ihre Schwester Edwina Follows (* 1961) ist Schauspielerin, Drehbuchautorin und Fernsehproduzentin, ihr Bruder Laurence Follows (* 1963) ist Schauspieler und Theaterproduzent.
Megan Follows stand bereits als Kleinkind mit ihren Eltern und Geschwistern auf der Theaterbühne. Als Neunjährige spielte sie erstmals in einem Werbespot vor der Kamera, es folgten bald Auftritte in Kino- und Fernsehfilmen. Ihre erste große Hauptrolle spielte sie mit elf Jahren (1979) als Jenny in der 26-teiligen kanadischen Fernsehserie Matt and Jenny, die 1981 auch in Deutschland im ersten Programm der ARD unter dem Titel Matt und Jenny – Abenteuer im Ahornland ausgestrahlt wurde.
Nach der Scheidung ihrer Eltern kam sie 1979 von Toronto nach Los Angeles und erwarb zusätzlich die US-amerikanische Staatsangehörigkeit. Auch ihre Karriere als junge Fernseh- und Filmdarstellerin konnte sie in den USA fortsetzen.
International bekannt wurde Megan Follows als Darstellerin der Titelrolle Anne Shirley in der 1985 gedrehten vierteiligen kanadischen Fernsehserie Anne auf Green Gables (Originaltitel: Anne of Green Gables). In deutscher Synchronisation wurde diese Miniserie 1986 von ZDF und ORF gesendet. 1987 folgte die fünfteilige Fortsetzung Anne in Kingsport (Originaltitel: Anne of Green Gables: The Sequel), die 1988 vom ZDF und 1989 vom ORF in deutscher Bearbeitung ausgestrahlt wurde. Für beide Serien erhielt Follows 1986 und 1988 jeweils einen Gemini Award für die beste weibliche Hauptrolle in einer kanadischen Miniserie. Eine in Kanada gedrehte dritte Staffel unter dem Titel Anne of Green Gables: The Continuing Story (2000), die die Protagonistin Anne Shirley als Erwachsene um die 30 Jahre zeigt, wurde nicht im deutschen Sprachraum gesendet, sie erschien allerdings mit einer deutschen Übersetzung auf DVD.
Nach ihrem großen Erfolg in Anne auf Green Gables trat Megan Follows in zahlreichen weiteren Spiel- und Fernsehfilmen, vor allem aber in Fernsehserien auf. Von 1988 an spielt sie auf verschiedenen Bühnen in Kanada und den USA regelmäßig Theater, in den 90er Jahren spezialisierte sie sich dabei auf Shakespeare-Rollen. Seit 2005 ist sie festes Ensemblemitglied der Soulpepper Theatre Company in Toronto, die 1998 von ihrem Lebensgefährten, dem kanadischen Schauspieler Stuart Hughes (* 1959) mitbegründet wurde.
1991 heiratete Megan Follows den kanadischen Berufsfotografen Christopher Porter, den sie 1990 bei den Dreharbeiten zum Film Deep Sleep, wo er als Oberbeleuchter arbeitete, kennengelernt hatte. 1992 kam Tochter Lyla Ann, 1995 Sohn Russel zur Welt. Die Ehe wurde 1995 geschieden. Mit ihren beiden Kindern und mit Stuart Hughes, mit dem sie seit 1996 zusammen ist, pendelt Megan Follows zwischen ihren beiden Wohnsitzen Toronto und Los Angeles.

## Filmografie (Auswahl)
- 1979–1980: Matt und Jenny – Abenteuer im Ahornland (Matt and Jenny, TV-Serie, 26 Episoden)
- 1981–1982: Der Vagabund – Die Abenteuer eines Schäferhundes (The Littlest Hobo, Fernsehserie)
- 1983: Boys and Girls
- 1984: Hockey Night (TV-Film)
- 1984: Domestic Life (TV-Serie, 10 Episoden)
- 1985: Der Werwolf von Tarker Mills (Silver Bullet)
- 1985: Anne auf Green Gables (Anne of Green Gables, vierteilige TV-Miniserie)
- 1987: Anne in Kingsport (Anne of Green Gables: The Sequel, fünfteilige TV-Miniserie)
- 1988: A Time of Destiny
- 1989: Bradburys Gruselkabinett (The Ray Bradbury Theater, TV-Serie, Episode 3x01 (Nr. 19) Der Zwerg (The dwarf))
- 1989: Termini Station
- 1990: Deep Sleep
- 1990: Der Nußknacker-Prinz (The Nutcracker Prince, Stimme in Animationsfilm)
- 1990: Tom Sawyer und Huckleberry Finn – Die Rückkehr nach Hannibal (Back to Hannibal: The Return of Tom Sawyer and Huckleberry Finn, TV-Film)

- 1995: Outer Limits – Die unbekannte Dimension (The Outer Limits, TV-Serie, Episode 1x06 Das Z-Chromosom (The Choice))
- 1995: Mord ist ihr Hobby (Murder, She Wrote, TV-Serie, Episode 12x05 (Nr. 244) Tödliche Injektionen (Home Care))
- 2000: Anne auf Green Gables – Das Leben geht weiter (Anne of Green Gables: The Continuing Story, vierteilige TV-Miniserie)
- 2000: Law & Order (TV-Serie, Episode 11x01 (Nr. 230) Ein kurzer, grauenvoller Moment (Endurance))
- 2001: Emergency Room – Die Notaufnahme (ER, TV-Serie, Episode 7x14 (Nr. 149) Ein Spaziergang im Wald (A Walk in the Woods))
- 2001: Akte X – Die unheimlichen Fälle des FBI (The X-Files, TV-Serie, Episode 8x13 (Nr. 174) Frucht des Leibes (Per Manum))
- 2002: Strong Medicine: Zwei Ärztinnen wie Feuer und Eis (Strong Medicine, TV-Serie, 3 Episoden)
- 2003: Threat Matrix – Alarmstufe Rot (Threat Matrix, TV-Serie, Episode 1x02 Der schlimmste Feind (Veteran’s Day))
- 2004: CSI: Den Tätern auf der Spur (CSI: Crime Scene Investigation, TV-Serie, Episode 4x18 (Nr. 87) Blinde Wut (Bad to the Bone))
- 2005: CSI: Miami (TV-Serie, Episode 3x23 (Nr. 71) Henkersmahlzeit (Whacked))
- 2005: Cold Case – Kein Opfer ist je vergessen (Cold Case, TV-Serie, Episode 3x09 (Nr. 55) Ein perfekter Tag (A Perfect Day))
- 2006: Crossing Jordan – Pathologin mit Profil (Crossing Jordan, TV-Serie, Episode 5x12 (Nr. 91) Schutzlos (Code of Ethics))
- 2007: Frühstück mit Scot (Breakfast with Scot)
- 2009–2021: Heartland – Paradies für Pferde (TV-Serie, 9 Episoden)
- 2009: Lie to Me (TV-Serie, Episode 1x06 Seelenqualen (Do No Harm))
- 2009: Brothers & Sisters (TV-Serie, Episode 3x20 (Nr. 59) Vermisst (Missing))
- 2011: Dr. House (House, TV-Serie, Episode 7x20 (Nr. 152) Schneller als die Moral (Changes))
- 2012: Hollywood Heights (Daily Soap, 2 Episoden)
- 2012: Die Tore der Welt (World Without End, vierteilige TV-Miniserie, 3 Episoden)
- 2013–2017: Reign (Fernsehserie, 78 Episoden)
- 2014: Hard Drive
- 2014: Republic of Doyle – Einsatz für zwei (Republic of Doyle, TV-Serie, Episode 6x01 Dirty Deeds)
- 2017: Murdoch Mysteries (TV-Serie, 1 Episode Home for the Holidays)
- 2018: Wynonna Earp (TV-Serie, 6 Episoden)
- 2019: Lie Exposed
- 2020: October Faction (TV-Serie, 8 Episoden)
- 2020: Marry Me This Christmas (Fernsehfilm, Regie)
- 2021: The Republic of Sarah (TV-Serie, 7 Episoden)
- 2023: Hudson & Rex (TV-Serie, 2 Episoden)
- 2023: Rabbit Hole (TV-Serie, 2 Episoden)
- 2024: She Came Back (auch Regie)
- 2024: My Dead Mom (TV-Serie, 7 Episoden)
- 2025: Stealing the Sky (auch Regie)